# Miastko (Grande-Pologne)
Pour les articles homonymes, voir Miastko (homonymie).
Miastko (prononciation : [ˈmjastkɔ]) est un village polonais de la gmina de Wijewo dans le powiat de Leszno de la voïvodie de Grande-Pologne dans le centre-ouest de la Pologne.
Il se situe à environ 5 kilomètres au nord-est de Wijewo (siège de la gmina), à 24 kilomètres au nord-ouest de Leszno (siège du powiat) et à 69 kilomètres au sud-ouest de Poznań (capitale régionale).

## Histoire
De 1975 à 1998, le village faisait partie du territoire de la voïvodie de Leszno.

Depuis 1999, Miastko est situé dans la voïvodie de Grande-Pologne.